# Madeleine Pelletier
Madeleine Pelletier (Parijs, 18 maart 1874 – Épinay-sur-Orge, 29 december 1939) was een Franse feminist en (in 1906) de eerste vrouwelijke psychiater in Frankrijk. Daarnaast was zij ook bekend vanwege haar vele politieke activiteiten en haar uitgesproken ideeën; zij behoorde tot de fanatieke feministen binnen de Franse vrouwenbeweging in de 19e eeuw. Op jonge leeftijd onderbrak zij haar studie om zich aan te sluiten bij diverse socialistische en anarchistische groeperingen, waar zij de denkbeelden ontwikkelde waarin zij tot haar dood bleef geloven. Op haar twintigste besloot Pelletier, ondanks haar geldgebrek, om haar studie weer op te pakken. Zij slaagde erin arts te worden. Dit maatschappelijk succes was voor haar echter niet voldoende en zij bleef zich verzetten tegen misstanden in de maatschappij.
In 1906 trad zij toe tot de vrijmetselarij, werd zij gekozen tot voorzitter van een feministische organisatie en werd zij lid van de Franse afdeling van de internationale arbeidersbeweging (SFIO). Zowel bij de vrijmetselaars als binnen de SFIO zette Pelletier zich in voor de belangen van vrouwen. Haar standpunten leverden haar binnen haar politieke verwanten en bij de vrijmetselarij veel vijanden op. De pogingen om haar op een zijspoor te zetten deden haar besluiten om toenadering te zoeken tot de anarchistische beweging en te wisselen van loge binnen de vrijmetselarij.
In 1917 ondernam zij, enthousiast gemaakt door de Oktoberrevolutie, vol goede moed een reis naar Rusland om daar met eigen ogen te zien hoe haar ideaal werkelijkheid werd. De rampzalige toestand van het land ontgoochelde haar, maar desalniettemin bleef zij geloven in het "communistisch ideaal". Terug in Frankrijk zette zij zich, samen met libertaire groepen, in voor een communistische maatschappij. Naast haar feministische strijd verzette zij zich tegen het opkomend fascisme. Om haar overtuigingen kenbaar te maken, schreef zij talloze artikelen en publiceerde zij romans, toneelstukken en essays. In 1937 werd zij getroffen door een beroerte, waardoor zij halfzijdig verlamd raakte. Haar politieke activiteiten lagen tijdelijk stil, maar eenmaal genezen zette zij haar strijd voort, ondanks haar handicap. In 1939 werd zij beschuldigd van het uitvoeren van een abortus. Haar aanklagers realiseerden zich echter al snel dat het, gezien haar fysieke gesteldheid, onmogelijk was dat zij deze daad op haar geweten had. Wel werd zij gezien als een gevaar voor zichzelf en voor anderen en daarom werd zij opgenomen in een psychiatrische instelling, waar haar fysieke en mentale toestand verslechterde. Op 29 december 1939 stierf zij aan de gevolgen van een tweede beroerte.

## Jeugd
Anne Pelletier werd op 18 maart 1874 geboren, in een arme Parijse familie. Haar vader, de voormalig huurkoetsier Louis Pelletier, raakte verlamd nadat hij een beroerte kreeg in 1878. Haar moeder, de groentevrouw Anne Passavy, was een koningsgezinde, zeer gelovige maar weinig liefdevolle vrouw. Zij werd volledig in beslag genomen door de zorg voor haar zieke echtgenoot, haar twaalf zwangerschappen en het draaiend houden van de groentewinkel in de Rue des Petits-Carreaux, in een arme wijk in het tweede arrondissement. Anne en haar oudere broer Louis waren de enige kinderen die in leven bleven en na het vertrek van haar broer leefde Anne als enig kind binnen het gezin. Na het overlijden van haar vader, op haar vijftiende, bleef zij alleen achter met haar moeder.
Anne had een ongelukkige jeugd, en haar politieke ideeën stonden lijnrecht tegenover de opvattingen van haar moeder. Op haar twaalfde stopte zij met school. Zij was geïnteresseerd in politiek en zij bezocht 's avonds regelmatig bijeenkomsten. Rond haar vijftiende was zij geregeld in anarchistische kringen te vinden. Hoewel deze niet aan haar verwachtingen voldeden, besefte zij door de bijeenkomsten wel dat scholing belangrijk is. Daarop behaalde zij alsnog haar middelbareschooldiploma. Tegen de tijd dat zij volwassen werd, nam zij de voornaam Madeleine aan. Zij mocht bij haar moeder in huis blijven wonen, maar die weigerde haar boeken te betalen. De dood van haar moeder bracht Anne in de problemen, maar zij vond steun bij Charles Letourneau, een arts die net als zij uit een arme familie kwam. Hij was door een onverwachte erfenis zijn problemen te boven gekomen. Hij was op Pelletier gesteld en steunde haar op financieel en intellectueel gebied.
In 1896 slaagde zij, 22 jaar oud, met de hakken over de sloot voor het eerste deel van het middelbareschoolexamen. Vervolgens slaagde zij in 1897 met briljante cijfers voor het tweede deel van het examen, wat haar de aantekening 'zeer goed' opleverde. Omdat zij arts wilde worden, schreef zij zich in voor de propedeuse van de studie medicijnen. In 1901 werd zij coassistent in een psychiatrische instelling in Villejuif, waarna zij in de herfst van 1902 als coassistent bij de afdeling verloskunde in het Baudelocque-hospitaal ging werken. Haar interesse ging echter uit naar de antropologie, een studie waarin artsen zich in die tijd onderscheidden.

## Studie medicijnen
Pelletier verdiepte zich in de antropologie. Zij bestudeerde het verband tussen schedelomvang en intelligentie volgens de toentertijd geldende theorie van Paul Pierre Broca. Charles Letourneau en Léonce Manouvrier, met wie zij samenwerkte, verdedigden de heersende mening dat de man intelligenter is dan de vrouw. Pelletier slaagde er niet in om hen op andere gedachten te brengen. Doordrongen van het bestaan van deze heersende theorie probeerde zij de veronderstelde lagere intelligentie van vrouwen te weerleggen, door te stellen dat de vrouwelijke schedel minder dik is. Bovendien zou dit ook de vermeende superioriteit van het 'blanke ras' gebaseerd op de schedelomvang onderuithalen. Uiteindelijk keerde zij antropologie de rug toe, omdat zij het niet eens was met de theorie dat intelligentie samenhangt met de schedelomvang. Deze opvatting impliceert dat vrouwen minder intellectuele vermogens zouden hebben. Het weerleggen van deze doctrine, door te stellen dat het schedelbot van de vrouw dunner is, leverde Pelletier weinig bijval op. In november 1902 werd haar de deelname aan het concours voor studenten psychiatrie geweigerd, omdat alleen personen mochten deelnemen die stemrecht hadden. Omdat vrouwen geen stemrecht hadden, waren zij dus automatisch uitgesloten van deelname. Daarop stelde zij alles in het werk om deze regel te laten afschaffen. Gesteund door het vrouwenblad La Fronde en door enkele juryleden die haar kenden, kreeg Pelletier in 1903 uiteindelijk toestemming om deel te nemen aan het concours. In datzelfde jaar schreef zij haar proefschrift getiteld L'Association des idées dans la manie aiguë et dans la débilité mentale. In 1906 werd Pelletier de eerste gediplomeerde vrouwelijke psychiater in Frankrijk.

## Jaren van strijd
Vier jaar lang volgde Pelletier intern de opleiding in verschillende psychiatrische instellingen in de buurt van Parijs; eerst in het Sint Anne ziekenhuis en daarna in de inrichting in Villejuif. Daar leerde zij collega Constance Pascal kennen, die in hetzelfde jaar met de studie psychiatrie startte. Naast haar studie schreef zij talloze artikelen die gepubliceerd werden in wetenschappelijke tijdschriften. In 1904 trad zij toe tot de vrijmetselaars, waarbij zij – ondanks de vele botsingen die zij met andere leden had – tot haar dood aangesloten bleef. Vanaf 1906 wijdde zij zich volledig aan de psychiatrie. In maart van dat jaar vestigde zij zich als arts in het 14e arrondissement in Parijs. Omdat de praktijk weinig patiënten had, liet zij zich op de lijst zetten om nachtdiensten te draaien. Dit betekende dat zij ook 's nachts gebeld kon worden om hulp te verlenen, waarbij het vaak ging om de verschoppelingen van de maatschappij. Een politieagent vergezelde haar bij haar nachtelijke werk. In datzelfde jaar werd zij voorzitter van de feministische groepering 'La solidarité des femmes' (Vrouwensolidariteit), opgericht door Eugenie Potorié-Pierre en tot dat moment geleid door Caroline Kaufmann. Zij werd er met open armen ontvangen, maar het bleek Pelletier moeite te kosten om de leden tot actie aan te zetten. Zij sloot zich aan bij de SFIO, waar zij de opvattingen van de beweging van Jules Guesde omarmde. Later raakte zij beïnvloed door het gedachtegoed van de stroming van Gustave Hervé. In 1909 werd zij lid van de permanente commissie van de partij en toen Hervé gearresteerd werd, nam zij zijn plaats in binnen dit hoogste orgaan. In 1910 stelde Pelletier zich kandidaat voor de gemeenteraadsverkiezingen, maar het bestuursorgaan wees haar een moeilijk kiesdistrict toe. Hoewel zij meer stemmen kreeg dan de vorige socialistische kandidaat, leed zij een nederlaag bij deze verkiezingen.
Haar activisme leverde weinig resultaten op en zij raakte teleurgesteld in zowel de feministen als de socialisten. Ontmoedigd stapte zij uit de hervéïstische beweging; Gustave Hervé was een nep-revolutionair volgens haar. Daarnaast waren haar opvattingen over abortus en de door haar gewenste afschaffing van het gezin als hoeksteen van de samenleving tegen het zere been van de andere SFIO-leden; Pelletier raakte daardoor geïsoleerd binnen de partij. Daarop verliet zij de partij en zocht zij toenadering tot de anarchisten. Hoewel zij zich niet kon vinden in de kern van het anarchistische gedachtegoed – namelijk het streven naar een maatschappij zonder overheid – vond zij wel gehoor voor haar opvattingen over abortus, neomalthusianisme en antimilitarisme. Tussen 1912 en 1924 werkte zij op onregelmatige basis voor het anarchistische blad L’idée libre. Daarnaast publiceerde zij vanaf januari 1914 tot het begin van de oorlog artikelen in het blad Le libertaire en vervolgens weer van 1919 tot 1921. Rond 1912 maakte zij een paar moeilijke jaren door, waarin zij geplaagd werd door teleurstellingen op politiek en feministisch gebied en financiële problemen.
Toen zij bij het uitbreken van de Eerste Wereldoorlog haar diensten aanbood, eerst als arts en later als verpleegster aan het front, werd zij afgewezen. Daarop ging zij werken voor het Rode Kruis, waarbij zij soldaten afkomstig uit alle strijdende landen hielp. In september 1914 kwam zij bij het slagveld bij de Marne terecht. Deze ervaring sterkte haar in haar antimilitarisme; zij was ontgoocheld door zoveel 'domheid van menselijke wezens'. Zij keerde zich af van de militante acties om zich te wijden aan de geneeskunde en de wetenschap.

## Communistische jaren
Het SFIO-congres in Tours, in december 1920, betekende een scheuring tussen de communisten, die zich hergroepeerden in de Derde Internationale, en de socialisten, die de Tweede Internationale aanhingen. Gegrepen door de idealen van de Russische Revolutie sloot Pelletier zich aan bij de nieuwe communistische partij, waar zij ook weer oude tegenstanders tegenkwam. In 1920 startte zij met het schrijven van analyses van de werken van Lenin en Trotski voor het socialistisch-feministische blad La Voix des femmes, dat zich na het congres in Tours achter de communistische partij schaarde. Binnen de redactie botsten de feministen met degenen die in het communisme het middel zagen om gelijkheid van mannen en vrouwen te bereiken. Pelletier behoorde tot de eerste stroming. Tijdens de vrouwenconferentie van de Derde Internationale in Moskou op 11 juni 1921 werd haar plaats echter ingenomen door Lucie Colliard, aanhanger van de tweede stroming.
Omdat zij met eigen ogen de 'verworvenheden' van sovjet-Rusland wilde zien, vooral op het gebied van seksegelijkheid, reisde Pelletier er in het geheim op eigen houtje naartoe. Die reis liep uit op een teleurstelling doordat de realiteit van armoede, hongersnood en politieke vervolgingen in niets leek op het gedroomde ideaal. Toch bleef zij geloven in het communistische ideaal en zij zocht de oorzaken voor de kwalen van de Sovjet-Unie onder andere in de strijd tegen de kapitalistische machten en de apathie van het volk.
Bij terugkeer in Frankrijk, in de herfst van 1921, beschreef zij haar ervaringen in het blad La Voix des femmes. De communistische partij wilde graag controle uitoefenen over de gepubliceerde artikelen, maar toen dit niet lukte bij La Voix des femmes startte de partij een eigen blad, l'Ouvrière. Tussen juli 1923 en juli 1924 werkte Pelletier voor dit blad. Daarnaast schreef zij stukken voor anarchistische kranten zoals Le Semeur du Normandie, waarin zij in 1923 haar afkeer uitte voor de politiek van terreur die Leon Trotski aanhing. Zij keerde zich steeds verder af van de communistische partij en in 1926 stapte zij uiteindelijk uit de partij. Zij geloofde nog steeds in het communistische ideaal en zij erkende dat de Sovjet-Unie vooruitgang voor het volk had gerealiseerd, maar het bolsjewisme was in haar ogen een grote mislukking.

## Haar laatste jaren
Na het verlaten van de communistische partij bleef Pelletier anarchistische bijeenkomsten bezoeken. In die periode verbeterde haar financiële situatie en zij kon zich een huis veroorloven in Gif-sur-Yvette, haar rijbewijs halen en een auto kopen. Ondanks deze veranderingen in haar privéleven bleef zij haar standpunten verkondigen en actie voeren tegen sociale misstanden. Zo schreef zij voor verscheidene kranten en nam zij deel aan debatten rond feministische en communistische thema's. Ook nam zij stelling tegen het opkomend fascisme. Vanaf 1925 bestreed zij het fascisme van Mussolini in Italië, maar zij ageerde ook tegen de nationalistische splintergroeperingen in Frankrijk. Op een congres in januari 1928 keerde zij zich tegen de nationaalsocialistische partij, opgericht door Gustave Hervé, haar oude kameraad bij de SFIO.
In 1927 werkte zij mee aan de linkse krant Plus loin, die zij in 1930 weer verliet, samen met een aantal andere schrijvers. Zij sloot zich in 1934 aan bij de 'anarchistische encyclopedie', het project van Sébastien Faure, waarvoor zij onder de naam 'Doctoresse Pelletier' het artikel Internement schreef, tegen onterechte gedwongen opnames. Andere onderwerpen waren het gezin, het moederschap, het onderwijs, kindermoord, secularisatie, feminisme, marxisme en de communistische partij.
Hoewel zij geen lid meer was van de communistische partij bleef zij wel communist, en in 1932 werd zij lid van de Parti d’unité proletarienne (proletarische eenheidspartij), opgericht door Paul Faure. Het merendeel van de leden bestond uit teleurgestelde oud-leden van de communistische partij en personen die uit de partij waren gezet. Zij werd secretaris van de vrouwencommissie van deze nieuwe partij, een functie die zij bij andere partijen altijd weigerde. In datzelfde jaar nodigde Henri Barbusse haar uit om zitting te nemen in de Raad van bestuur van de anti-imperialistische beweging. Daarop bezocht zij in Amsterdam het congres van deze beweging (27–30 augustus) wat in 1933 leidde tot haar toetreding tot de Mouvement Amsterdam-Pleyel (de Amsterdam-Pleyel-beweging). Dit verbond verenigde de deelnemers aan het congres in Amsterdam met de deelnemers aan het Europese congres tegen oorlog en fascisme, gehouden van 4 tot 6 juni in de Salle Pleyel in Parijs. Naast het schrijven van artikelen om haar denkbeelden te ventileren, verpakte zij haar ideeën ook in fictie. In 1933 schreef zij bijvoorbeeld La Femme vierge, een autobiografische roman, en het utopische verhaal La vie nouvelle, waarin zij haar communistische ideaal beschreef.
Haar militante houding over geboortebeperking leverde Pelletier veel vijanden op. In 1933 werd zij aangeklaagd omdat zij een abortus zou hebben uitgevoerd. De aanklacht verviel echter en zij werd uiteindelijk niet vervolgd. Ondanks haar penibele situatie ging zij door met actie voeren, tot haar lichamelijke conditie haar dwong om haar strijd tijdelijk te staken. Door een beroerte was zij halfzijdig verlamd geraakt, waardoor zij in 1937 haar vrienden van de Faubourg-club om geld moest vragen om in haar levensonderhoud te voorzien. In 1939, een periode waarin 'engeltjesmaaksters' fel bestreden werden, werd Pelletier gearresteerd omdat zij geholpen zou hebben bij een abortus bij een dertienjarig meisje dat door haar broer verkracht was. Zij claimde onschuldig te zijn, waarop het gerechtshof oordeelde dat zij, gezien haar fysieke conditie (verlamming), inderdaad geen abortus had kunnen uitvoeren. Zij werd echter wel veroordeeld tot verplichte opname, omdat zij een gevaar voor zichzelf, voor haar medemensen en voor de openbare orde zou zijn. Daarop kwam zij terecht in de inrichting van Sint Anne, en later in Epinay-sur-Orge, waar zij op 29 december op 65-jarige leeftijd stierf aan de gevolgen van een beroerte.

## Haar engagement
Madeleine Pelletier kan geschaard worden onder de meest strijdbare feministes, en in vergelijking met de meeste Franse feministes met wie zij omging, was zij zeer vasthoudend. In 1906 werd zij gekozen tot voorzitter van de feministische groepering "La solidarité des femmes", maar waar zijzelf stond voor haar idealen, was zij teleurgesteld door het gebrek aan actiebereidheid binnen de groep. Na het schrijven van La femme en lutte pour ses droits in 1907, bekogelde zij de ramen van een stembureau met stenen, om haar woorden kracht bij te zetten. Een week daarvoor had Hubertine Auclert een stembus omver gegooid. Deze twee incidenten waren de meest 'gewelddadige' acties tijdens de eerste feministische golf in Frankrijk. In december 1907 startte Madeleine het blad La Suffragiste. Omdat zij altijd op zoek was naar actie, vertegenwoordigde zij in 1908 "La solidarité des femmes" tijdens de feministische manifestaties in Hyde Park in Londen, waar gestreden werd voor het kiesrecht voor vrouwen. Madeleine was onder de indruk van de grote opkomst, en ook van de vastberadenheid van de vrouwen, die er niet voor terugdeinsden om geweld te gebruiken. Eens te meer betreurde zij de voorzichtigheid die het Frans feminisme kenmerkte.
Als radicaal feministe was zij van mening dat vrouwen alleen politiek actief kunnen zijn als zij niet per definitie worden uitgesloten van stemrecht. Daarnaast moeten zij mogelijkheden hebben om economisch onafhankelijk te zijn, zodat zij een andere seksuele moraal kunnen nastreven. Dat was de reden dat zij streefde naar totale gelijkheid tussen de seksen. Zij was een voorstander van militaire dienstplicht voor vrouwen, want, zo redeneerde zij, als blijkt dat vrouwen in staat zijn om hun land te verdedigen, is het onmogelijk om hen hun politieke rechten te ontzeggen. Zij verdedigde dit idee in de krant van Gustave Hervé, waarna zij het hevig met elkaar aan de stok kregen.
In de maatschappij waren vrouwen ondergeschikt aan mannen, simpelweg omdat zij daar vanaf hun geboorte toe gedwongen werden. Madeleine Pelletier was een van de eerste feministes die het idee van 'gender' aan de orde stelden en dit beschouwden als een van de oorzaken van de heersende sekseongelijkheid. De samenleving is ingericht naar mannelijke, dominante waarden, terwijl de vrouwelijke waarden worden weggezet als een onbetekenend detail. Gelijkheid tussen mannen en vrouwen, bijvoorbeeld op politiek gebied, is de enige manier om deze situatie te veranderen. Vrouwen hoeven zich dan niet meer van nature minderwaardig te voelen, alleen omdat hen dat, in alle sociale klassen, wordt opgelegd door de maatschappij. Dat is de enige manier om zich te bevrijden van het maatschappelijke juk. Om de autonomie van vrouwen verder te bevorderen moeten het huwelijk en het gezin worden afgeschaft om plaats te maken voor andere samenlevingsvormen zoals communes.
Omdat Madeleine Pelletier pleitte voor het recht op abortus, kreeg zij zware kritiek te verduren van de leden van de SFIO en de neomalthusisten met wie zij contact had. Volgens haar hing vrijheid voor vrouwen nauw samen met goede seksuele voorlichting, seksuele vrijheid zoals mannen die ook hebben, en het zelfbeschikkingsrecht over het eigen lichaam. Samen met Nelly Roussel hamerde zij op het belang van seksuele voorlichting voor meisjes.
Ook door haar manier van kleden droeg zij haar ideeën uit: zo had zij kort haar en droeg zij herenkleding, zonder de hiervoor verplichte 'travestievergunning' aan te vragen bij het politiebureau. Voor haar was deze masculinisatie, door het dragen van een kostuum met een hoed, een blijk van emancipatie van de vrouw. Volgens historica Christine Bard 'had zij een hekel aan haar vrouwelijkheid en probeerde zij die te ontkennen'. Haar feminisme was subversief en welbewust grensoverschrijdend, vooral wat betreft haar eisen voor het recht op zelfverdediging en het laten meetellen van vrouwen op militair gebied. Om deze eisen kracht bij te zetten, droeg zij een revolver bij zich.
Madeleine praktiseerde een 'militante maagdelijkheid', dat wil zeggen dat zij weigerde hetero- of homoseksuele relaties aan te gaan. Dit vormt een marginale stroming binnen het feminisme, die zij deelde met haar vakzuster Arria Ly. Het moederschap beschouwde zij als een van de oorzaken van de minderwaardigheid van de vrouw. Zij sprak zich uit tegen het huwelijk en tegen de vrije liefde maar was voorstander van het celibaat, van de volledige gelijkheid voor vrouwen en van het recht op abortus. Zij haalde fel uit naar feministes die, onder meer, hun decolleté zien als teken van bevrijding. Volgens Madeleine was dit juist vernederend voor vrouwen. Zoals zij zelf zei: "Ik laat de mijne (borsten) zien zodra mannen broeken gaan dragen waarin je hun …. kunt zien". Zij was radicaal, soms zelfs ronduit agressief in haar opvattingen en zij was zeer teleurgesteld door het merendeel van de feministes die zij te benepen en te bang vond.

## Socialisme
In 1906 wordt ze lid van de SFIO, waar ze zich hard maakt voor de vrouwenrechten. Zo legt ze in november van dat jaar een voorstel neer bij het partijcongres om vrouwen kiesrecht te geven. Dit voorstel wordt unaniem (op zes stemmen na) aangenomen. Na deze ogenschijnlijke overwinning verandert er echter niets; vanuit de partij wordt geen actie ondernomen om een wet in te dienen voor het stemrecht voor vrouwen. Zowel binnen de feministische beweging als binnen de socialistische partij strijdt ze met hetzelfde fanatisme voor haar zaak. In een artikel voor de krant La Guerre sociale verdedigt ze het plegen van aanslagen tegen steunpilaren van het kapitalistische bolwerken. Als vooraanstaand lid van de hervéïstische beweging ziet ze politieke actie als voorbode van een burgeroorlog. Goedbeschouwd is de Franse Republiek voor haar een bedrieglijke illusie om de onderwerping van de arbeidersklasse te laten voortbestaan. Om zich hieraan te ontworstelen moeten de arbeiders zich verenigen en een revolutie ontketenen.

## Neomalthusianisme
Binnen de SFIO komt Madeleine in aanraking met de ideeën van het neomalthusianisme. Geboortebeperking kan in deze optiek arbeiders helpen om uit de armoede te raken en om hun kinderen een betere opleiding te geven. De krant La Guerre sociale biedt haar een podium voor artikelen over dit thema, maar de minachting voor vrouwen zonder seksuele relatie kwetst haar, als ‘militant celibatair’. Ze schrijft veel over de neomalthusiaanse theorie, waaronder een stuk getiteld Le droit à l’avortement in het blad Le Malthusien in september 1911.

## Vrijmetselarij
In 1904 meldt ze zich aan als vrijmetselaar bij de voor vrouwen toegankelijke loge Philosophie sociale, onderdeel van de Grande loge symbolique écossais (GLSE). Ze ziet dit als een politieke leerschool waar vrouwen, omringd door intellectuelen en vrijdenkers, hun ideologieën kunnen ontwikkelen. Meteen na haar toetreding voert ze een campagne onder de vrijmetselaarsloges om vrouwen toe te laten.
In september 1904 haalt ze Louise Michel over om ook lid te worden van haar loge en samen met haar organiseert ze een debat over de toetreding van vrouwen in de vrijmetselarij. Omdat van vrouwen gedacht wordt dat ze vaak religieus zijn, stuit deze bekeringsdrang op weerstand binnen de vrijmetselarij. Bovendien veroorzaken Madeleines acties voor vrijheid voor vrouwen op het gebied van abortus en anticonceptie onenigheid binnen haar loge. In 1906 wordt ze secretaris van de GLSE. Een stevig meningsverschil met een van de broeders dwingt haar om haar loge Philosophie sociale te verlaten, waarna ze overstapt naar de loge Diderot. Ze legt haar hele ziel en zaligheid in de beweging, zo schrijft ze voor het bulletin L’Acacia en neemt ze zitting in de commissie van het Bulletin hebdomadaire des travaux de la maçonnerie. Ze is de eerste vrouw in de geschiedenis met een dergelijke functie binnen de vrijmetselarij, waar vrouwen in veel loges niet welkom zijn.
Binnen de loge Diderot wordt ze achtbare meester. Daarnaast is ze aangesloten bij de loge La nouvelle Jerusalem, waar ze echter in 1906 een maand wordt geschorst na een hevige interne ruzie. Omdat Madeleine Pelletier steun krijgt van andere loges, stapt La nouvelle Jerusalem uit de GLSE om zich bij la Grande loge de France aan te sluiten, waarbij alle vrouwen uit de loge gezet worden. Terwijl ze strijdt voor toegankelijkheid voor vrouwen in de vrijmetselarij, heeft dit incident juist het tegengestelde effect. De loges van de oude stempel leggen de schuld van de onrust bij de gemengde loges en willen niet meer dat ze bijdragen aan het bulletin. Door hevig verzet van Madeleine Pelletier wordt dit voorstel ingetrokken, waarop de loges Le Grand Orient de France en la Grande loge de France besluiten het bulletin op te heffen. Kort daarop starten ze een nieuw bulletin waaraan de gemengde loges niet mogen deelnemen.
In 1907 wordt Madeleine uit de GLSE gezet, maar ze blijft achtbare meester van de loge Stuart Mills, in 1906 opgericht door de GLSE ter vervanging van La nouvelle Jerusalem.
Korte tijd later wordt Stuart Mills onafhankelijk. Hoewel ze niet meer welkom is bij de GLSE, blijft Madeleine aanhanger van de vrijmetselarij. Na de oorlog sluit ze zich aan bij de gemengde loge Droit Humain opgezet door Maria Deraismes. In 1937 wordt ze lid van de pacifistische vrijmetselaarsbroederschap Mundia.

## Haar denkbeelden
Het gedachtegoed dat Madeleine Pelletier ontwikkelt vóór de Eerste Wereldoorlog blijft redelijk ongewijzigd, waarbij de ideeën van Sigmund Freud en Alexandra Kollotaï haar sterken in haar opvattingen. Zo ziet ze een nauwe samenhang tussen het individuele gedachtegoed en de maatschappij. De psychologie van het individu wordt gevormd door sociale interactie, waardoor de maatschappij zich ontwikkelt. Morele waarden staan niet meer op zichzelf maar hangen samen met de regels binnen de sociale klasse waartoe iemand behoort. Vooral arbeiders zouden zich moeten verenigen om het individualisme van de gegoede burgerij te bestrijden. Ze moeten zich daarbij vooral niet laten verblinden door de typische burgerprincipes van natie en vaderland. De enige manier om een beter leven te krijgen voor de arbeiders begint volgens haar met een revolutie. In 1913 schrijft ze in Justice sociale: ‘Alle of bijna alle vooruitgang op sociaal gebied komt voor uit revoluties.’ Om deze revolutie te leiden, en om meer in het algemeen de maatschappij te leiden, is een hoog ontwikkeld persoon nodig, een gids die uitstijgt boven het gemiddelde niveau van de bevolking. Een dergelijke maatschappij, voortgekomen uit de proletarische revolutie, zal collectivistisch zijn maar zeker niet meteen de ideale samenleving vormen. De revolutie is slechts het begin van de hervorming van de maatschappij, en niet een doel op zich.
Volgens haar kan alleen een ‘verlichte avant-garde’ deze verwachtingen realiseren. Zo denkt ze dat ‘de kracht van het feminisme te vinden is bij de intellectuele elite van het land, dat wil zeggen bij een groep ontwikkelde en hoog opgeleide mannen en vrouwen die weten welke kwesties er spelen in de wereld, en die niet gehinderd worden door seculiere vooroordelen.’ Op basis van deze gedachte gaat ze ervan uit dat de arbeidersklasse de laatste klasse is waar het feminisme voet aan de grond zal krijgen. Naar haar idee moet het feminisme voor vrouwen een vanzelfsprekendheid worden, een manier van leven die de boventoon voert. Zo schrijft ze in 1909: libertair, socialistisch, syndicalistisch, pacifistisch, vrouwen zijn van alles een beetje, maar ze zouden er beter aan doen om puur feministisch te worden, en daarnaar te leven.

## Boeken en publicaties
Madeleine Pelletier heeft verscheidene boeken over vrouwenrechten geschreven:
- La Femme en lutte pour ses droits (1908)
- L'Émancipation sexuelle de la femme (1911)
- Le Droit à l'avortement (1913)
- L'Éducation féministe des filles (1914)

Daarnaast twee politieke essays:
- Idéologie d'hier: Dieu, la morale, la patrie (1910)
- Philosophie sociale, les opinions, les partis, les classes en Justice sociale (beide uit 1913)

Tot haar andere belangrijke werken behoren Mon voyage aventureux en Russie communiste, waarin zij vertelde over haar illegale reis naar Sovjet-Rusland in 1921. De tekst werd eerst gepubliceerd in het blad La voix de la femme en in 1922 als boek uitgegeven. Vanaf 1926 schreef Madeleine Pelletier utopische romans en in 1933 publiceerde zij haar autobiografie: La femme vierge.
- Bibsys: 90747724
- Bibliothèque nationale de France: cb119190007 (data)
- CiNii: DA03160105
- Gemeinsame Normdatei: 118969013
- International Standard Name Identifier: 0000 0000 8100 584X
- Library of Congress Control Number: n79024943
- Nationale Bibliotheek van Tsjechië: xx0166845
- Nationale bibliotheek van Australië: 35946745
- Nationale Bibliotheek van Israël: 987007276505605171
- Nederlandse Thesaurus van Auteursnamen: 132221012
- Réseau des bibliothèques de Suisse occidentale: 02-A003679841
- Istituto Centrale per il Catalogo Unico: UANV122318
- SNAC: w684197x
- Système universitaire de documentation: 027063135
- Trove: 1158163
- Virtual International Authority File: 167459498